# جوناثان ستوكلوسا
جوناثان ستوكلوسا (من مواليد 1981 أو 1982) هو رافع أثقال أمريكي. ولد بمتلازمة داون، وهو بطل الأولمبياد الخاص. التقى بنائب رئيس الولايات المتحدة جو بايدن وهو أحد معارف أرنولد شوارزنيجر، بعد أن حصل على لقب "رافع اليوم" في مسابقة مهرجان أرنولد الرياضي. تم اختياره ليتم ذكر اسمه في متحف ديلاوير الرياضي وقاعة المشاهير في عام 2024.

## نشأته
ولد ستوكلوسا مع متلازمة داون. بدأ الحديث فقط في سن 11 عامًا. بدأ برفع الأثقال في 12 عامًا من عمره، بعد أن أصبح مهتمًا به نظرًا لكون شقيقيه رياضيين، وبحلول سن 13 عامًا، كان قادرًا على رفع 185 رطلاً (84 كجم). التحق بمدرسة نيوارك الثانوية في نيوارك بولاية ديلاوير، حيث حصل على رسالة جامعية كعضو في فريق المصارعة.